# Tärendö älv
Tärendö älv eller Tärendöälven (meänkieli: Täränönväylä; finska: Tärännönjoki) är ett 52 kilometer långt vattendrag i Norrbotten i Sverige. Den är en av få bifurkationer i Sverige.  Älven för vid Junosuando över cirka hälften av Torneälvens vatten till Kalixälven i vilken den mynnar vid Tärendö.
Bifurkationer av denna typ, som ligger långt från mynningen, och ansluter till en helt annan flod, finns få av i hela världen. Tärendöälven räknas som världens näst största bifurkation, efter Casiquiarefloden i Venezuela.